# F.C. De Kampioenen seizoen 2
Reeks 2 van F.C. De Kampioenen werd voor de eerste keer uitgezonden tussen 5 oktober 1991 en 28 december 1991. De reeks telt 13 afleveringen. An Swartenbroekx (Bieke) verschijnt in 9 afleveringen. Bieke verblijft 4 afleveringen in de Verenigde Staten. 

## Overzicht
| Nr. serie | Nr. reeks | Titel van aflevering  | Scenarist(en)      | Uitzenddatum     |  |
| --- | --------- | --------------------- | ------------------ | ---------------- |  |
| 14 | 1         | Alleen is maar alleen | Anton Klee         | 5 oktober 1991   |  |
| DDT zoekt een vrouw via een advertentie. Xavier komt hier achter vlak nadat DDT met hem een grap heeft uitgehaald. Uit wraak geeft Xavier zich via de telefoon uit voor een vrouw om DDT een poets te bakken. |           |                       |                    |                  |  |
| 15 | 2         | Bekers                | Collectief Foks    | 12 oktober 1991  |  |
| De Kampioenen organiseren onder leiding van Boma een voetbaltoernooi met een wisselbeker. Boma wil op het voetbaltoernooi niet alleen de wisselbeker uitreiken, maar ook een Bomaworst-bokaal voor de beste speler. Deze bokaal is hij echter vergeten, waardoor Boma uiteindelijk aan Xavier wat geld geeft om vlug een beker te kopen. Dit vlot echter niet en Xavier besluit om een beker te gebruiken die hij op een vogeltentoonstelling gewonnen heeft. |           |                       |                    |                  |  |
| 16 | 3         | Naar Amerika          | René Swartenbroekx | 19 oktober 1991  |  |
| Bieke kan voor een jaar naar Amerika. Haar ouders gaan hier echter niet zomaar mee akkoord; ze vinden het te ver weg en het kost te veel geld. De Kampioenen organiseren een benefietmatch ten voordele van Biekes reis. Onverwachts kan DDT een beroemde keeper regelen: Jean-Marie Pfaff staat in het doel voor de Kampioenenmatch. Uiteindelijk gaat Bieke naar Amerika.                                                                                   |           |                       |                    |                  |  |
| 17 | 4         | De streep             | Frank Van Laecke   | 26 oktober 1991  |  |
| Carmen en Xavier worden niet toegelaten op het bal van het leger, omdat Xavier slechts de graad van korporaal heeft. Carmen verplicht Xavier om te slagen voor zijn bevorderingsexamen. Boma zal proberen om dit te regelen door kolonel van de Sijpe te contacteren. Uiteindelijk wordt Xavier sergeant met de stiekeme hulp van Boma, Pico, Oscar en DDT.                                                                                                   |           |                       |                    |                  |  |
| 18 | 5         | Carmen rukt op        | Frank Van Laecke   | 2 november 1991  |  |
| Nu Xavier sergeant is, wordt Carmen steeds arroganter. Ze wil bij DDT een zeer dure auto bestellen en dwingt Xavier om over te stappen naar De Streepjes, de militaire voetbalploeg. Deze ploeg speelt toevallig dezelfde week tegen de Kampioenen. |           |                       |                    |                  |  |
| 19 | 6         | F.C. Toneel           | René Swartenbroekx | 9 november 1991  |  |
| De Kampioenen hebben meer geld nodig voor hun kas. Ze komen dus vervolgens een idee om een toneelstuk te spelen ten voordele van de club. Ondertussen komt Sabine (een nichtje van Pascale) logeren. Doordat Bieke naar Amerika is, is haar kamer nog altijd vrij. |           |                       |                    |                  |  |
| 20 | 7         | De vriendin           | Anton Klee         | 16 november 1991 |  |
| Boma heeft een nieuwe vriendin genaamd Chantal de Graaf. Ze hebben elkaar leren kennen bij een dom auto-ongeluk. Chantal heeft echter niet zulke goede bedoelingen en wil Boma geld aftroggelen. Wanneer ze haar auto laat herstellen bij DDT vertelt ze dat Boma weleens het veld aan hem zou verkopen. Ze komt pas echt in de problemen wanneer ze de mannen probeert te verleiden en ze de vrouwen kwaad maakt.                                            |           |                       |                    |                  |  |
| 21 | 8         | Bieke's auto          | René Swartenbroekx | 23 november 1991 |  |
| Bieke keert vervroegd terug uit Amerika. Ze gaat meteen op zoek naar een job en een auto. Uiteindelijk gaat ze werken bij de krant Publi-Time. Ondertussen heeft DDT net een auto gekocht die hij voor een veel te hoge prijs aan Bieke wil verkopen. Doortje komt hier achter en probeert Bieke te waarschuwen. |           |                       |                    |                  |  |
| 22 | 9         | Operatie parkiet      | Collectief Foks    | 30 november 1991 |  |
| Carmen laat blijken dat ze de parkieten van Xavier grondig beu is. Terwijl Xavier op verplichte oefening is met het leger, logeren de diertjes ergens anders, omdat hij vreest dat Carmen ze iets zou aandoen. Bieke biedt aan om de vogeltjes mee naar huis te nemen. Pascale blijkt echter allergisch te zijn voor de vogeltjes. |           |                       |                    |                  |  |
| 23 | 10        | De ooievaar           | Frank Van Laecke   | 7 december 1991  |  |
| Doortje wordt zwanger en gaat naar de dokter. DDT denkt daardoor dat Doortje mishandeld wordt door Pico. Ondertussen belt Doortje Pascale op om te zeggen dat ze zwanger is, met het verzoek dit voorlopig geheim te houden. Oscar hoort echter een deel van het gesprek, waardoor hij verkeerdelijk denkt dat Pascale zwanger is. Hierdoor geeft hij extra zorg aan Pascale.                                                                                 |           |                       |                    |                  |  |
| 24 | 11        | De controleur         | Luc Kerkhofs       | 14 december 1991 |  |
| Er komt een belastingcontroleur langs bij de Kampioenen. Boma kan nog net op tijd DDT waarschuwen. Iedereen maakt zich zorgen. Doortje is ongerust over Pico zijn tv-herstelwerken. Oscar is ongerust over de in-zwart-aangekochte bomaworsten en Carmen vreest voor haar zwartwerk als schoonmaakster bij Boma. Uiteindelijk blijkt de controleur Biekes nieuwe vriendje te zijn, waardoor hij alle aanklachten laat vallen.                                 |           |                       |                    |                  |  |
| 25 | 12        | Xavier gekwetst       | Anton Klee         | 21 december 1991 |  |
| Boma is de slechte verdediging van de ploeg beu en gaat bij Oscar klagen. Hij klaagt vooral over de slechte prestaties van Xavier als keeper. Tijdens een training trapt Xavier per ongeluk de bal in de maag van DDT. Die trapt de bal razend tegen Xavier zijn hoofd terug. Vervolgens valt Xavier tegen de doelpaal en blijft even liggen. Daarna doet Xavier alsof hij zijn verstand kwijt is.                                                            |           |                       |                    |                  |  |
| 26 | 13        | Verliefd              | René Swartenbroekx | 28 december 1991 |  |
| Boma is op zoek naar een nieuwe speler voor de Kampioenen en is aan het onderhandelen voor Tony Vanleer met de ploeg KV Vlam. Bieke blijkt een nieuw lief te hebben over wie ze niet veel lijkt te willen zeggen. Dit blijkt Tony Vanleer te zijn. Tony gaat ook bij DDT werken, terwijl hij eigenlijk niks van een auto kent. Ondertussen verleidt hij ook nog Doortje en Carmen. Dit loopt uiteindelijk allemaal verkeerd af.                               |           |                       |                    |                  |  |

## Hoofdcast
- Marijn Devalck (Balthasar Boma)
- Loes Van den Heuvel (Carmen Waterslaeghers)
- Johny Voners (Xavier Waterslaeghers)
- Ann Tuts (Doortje Van Hoeck)
- Walter Michiels (Pico Coppens)
- An Swartenbroekx (Bieke Crucke) - 9 afleveringen
- Danni Heylen (Pascale De Backer)
- Carry Goossens (Oscar Crucke)
- Jacques Vermeire (Dimitri De Tremmerie)

## Vaste gastacteurs
(Personages die door de reeksen heen meerdere keren opduiken)
- Greet Rouffaer (Marijke)
- Vera Puts (Truus Pinckers)
- Dirk Vermiert (sergeant De Kroet)

## Scenario
Scenario:
- Anton Klee
- Collectief Foks
- René Swartenbroekx
- Frank Van Laecke
- Luc Kerkhofs

Script-editing:
- Luc Beerten (aflevering 1–12)
- Wout Thielemans (aflevering 13)

## Regie
- Willy Vanduren

## Productie
- Bruno Raes